# Elizabeth Jordan
Elizabeth Garver Jordan (9 de mayo de 1865 – 24 de febrero de 1947) fue una periodista, escritora, editora y sufragista estadounidense recordada principalmente por haber editado las dos primeras novelas de Sinclair Lewis, así como por la relación que mantuvo con Henry James, al que convenció para que participara en la novela colaborativa La familia al completo. También fue editora de la revista Harper’s Bazaar de 1900 a 1913. 

## Biografía
Elizabeth Jordan nació en Milwaukee, Wisconsin. Sus padres fueron William Frank Jordan y Margaretta Garver, y Elizabeth era la primera de las dos hijas que tuvieron. Se graduó en el instituto en 1884 y tras haber aprendido taquigrafía en la escuela de negocios empezó su carrera de periodista como editora de la sección de sociedad en el Peck's Sun. Más tarde, fue secretaria del superintendente de las escuelas de Milwaukee y colaboró a su vez con los periódicos St. Paul Globe y Chicago Tribune.
En 1890 Jordan se trasladó a Nueva York y empezó a trabajar en el periódico de Joseph Pulitzer, el New York World. Su primera gran oportunidad fue una entrevista con la primera dama Caroline Scott Harrison, esposa del Presidente Benjamin Harrison y, por norma, reticente a dar entrevistas. En el World empezó a ser conocida por sus artículos de interés humano “True Stories of the News”, que se publicaban todos los domingos. Otras historias importantes de las que se hizo cargo fueron el juicio de Carlyle Harris por el asesinato de su mujer Helen Potts y el juicio de Lizzie Borden, acusada del asesinato de su padre y madrastra con un hacha. También escribió una serie de artículos sobre las condiciones de los edificios de apartamentos de Nueva York que más tarde se reunieron en un libro, The Submerged Tenth. En 1895 publicó una colección de historias cortas, muchas de ellas inspiradas por su trabajo, llamada Tales of the City Room. En 1897 se convirtió en asistente del editor de la edición de domingo en el World.
De 1901 a 1913 fue la editora de la revista Harper’s Bazaar. Durante esos años publicó una serie de colecciones de historias cortas y de novelas, entre las que destacan las novelas dedicadas a la heroína May Iverson. Su obra de teatro The Lady of Oklahoma se estrenó en Broadway en el teatro 48th Street Theatre en abril de 1913. Durante este periodo participó en la novela colaborativa La familia al completo, que trataba sobre la familia Talbert de clase media y residente en Nueva Inglaterra; éste es el trabajo por el que más se la recuerda. Cada uno de los autores, entre ellos novelistas conocidos como Henry James y William Dean Howells, escribió uno de los doce capítulos que fueron publicados por entregas en Harper’s de 1907 a 1908.
Tras la venta de Harper’s a William Randolph Hearst, permaneció en Harper and Brothers como asesora literaria hasta 1918 y en ese cargo editó la primera novela de Sinclair Lewis, Our Mr. Wrenn(1914). Jordan tuvo que hacer una extensa revisión de esta primera novela, pero la segunda, The Trail of the Hawk (1915), no necesitó ninguna intervención editorial. También ayudó en la publicación de novelas de muchas escritoras, como Zona Gale, Eleanor H. Porter y Dorothy Canfield Fisher.
Jordan fue una sufragista activa y en 1917 organizó la creación de otra novela colaborativa, The Sturdy Oak, con catorce escritores que apoyaban la causa, incluyendo a Fannie Hurst, Dorothy Canfield Fisher, Mary Heaton Vorse, Alice Duer Miller, Ethel Watts Mumford y William Allen White. Dicha novela se publicó por entregas en Collier’s Weekly. Además, Jordan también colaboró con la sufragista y ministra Anna Howard Shaw en su autobiografía, The Story of a Pioneer (1915).
En 1918 trabajó brevemente como directora editorial de Goldwyn Pictures y dedicó el resto de su carrera a escribir. Dos de sus novelas se convirtieron en películas: Daddy and I (1934) se adaptó como Make Way for a Lady (1936) y The Girl in the Mirror (1919) se adaptó como The Girl in Number 29 (1920). Publicó, además, una memoria en 1938, Three Rousing Cheers. Murió en su casa de Nueva York y fue enterrada en Florence, Massachusetts.